# Yukino Yoshida
Yukino Yoshida (Japans: 吉田 雪乃) (Morioka, 29 januari 2003) is een Japanse langebaanschaatsster. Yoshida maakte indruk bij het WK junioren in 2022 in Innsbruck met winst van een gouden en zilveren medaille. 

## Persoonlijke records
| Afstand    | Tijd    | Datum           | Baan      |
| ---------- | ------- | --------------- | --------- |
| 500 meter  | 37,46   | 26 januari 2025 | Calgary   |
| 1000 meter | 1.15,17 | 24 januari 2025 | Calgary   |
| 1500 meter | 2.08,22 | 6 november 2020 | Obihiro   |
| 3000 meter | 4.43,97 | 2 oktober 2022  | Hachinohe |

(laatst bijgewerkt: 26 januari 2025)

## Resultaten
| Jaar | WK Afstanden     | WK Junioren  |
| ---- | ---------------- | ------------ |
| 2022 |                  | 500m · 1000m |
|      |                  |              |
| 2024 | 13e 500m         |              |
| 2025 | 6e 500m 8e 1000m |              |